# Japanische Kunst

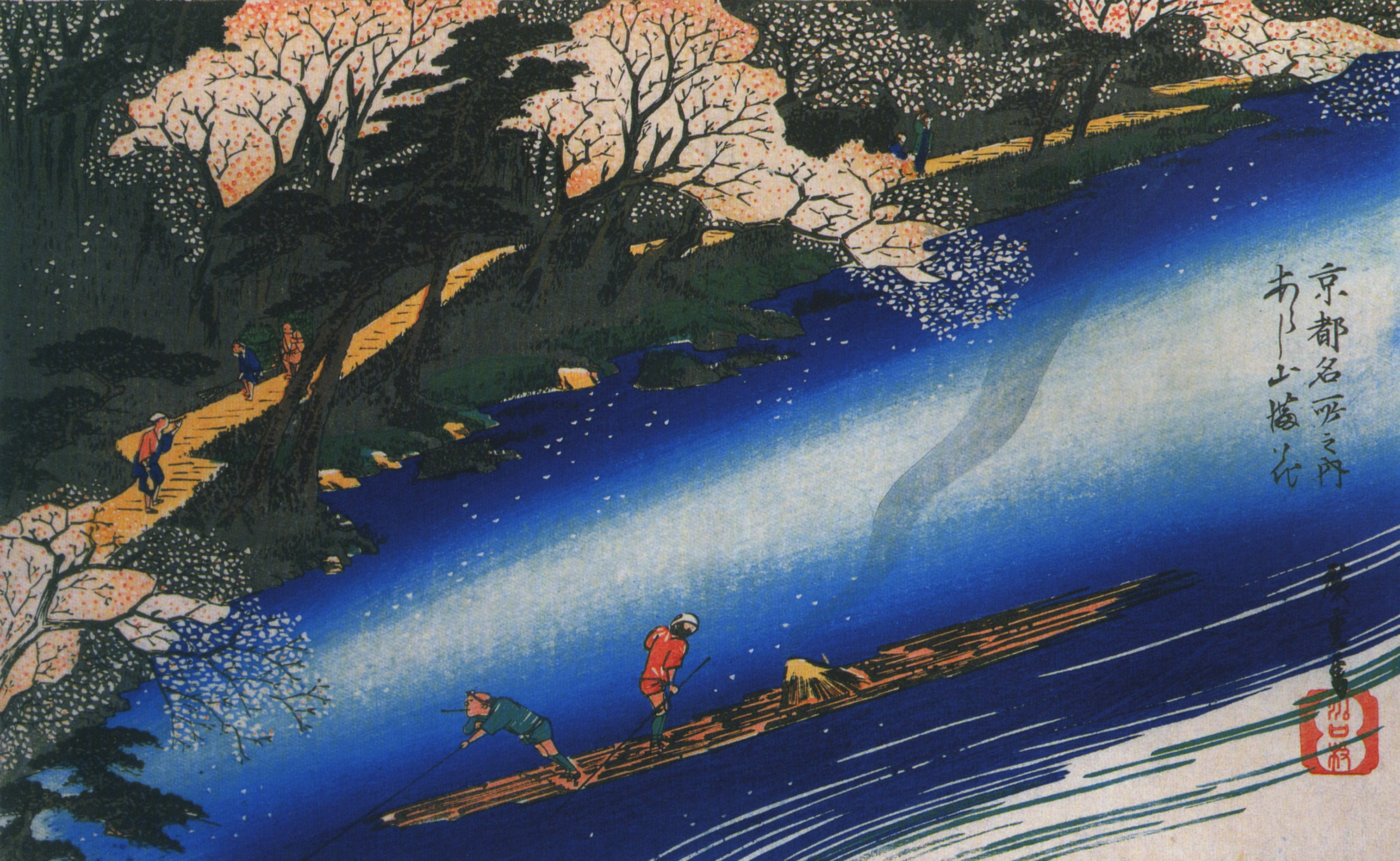
Utagawa Hiroshige, Farbholzschnitt aus der Serie „Berühmte Ansichten von Kyōto“, um 1835

Die japanische Kunst umfasst eine große Bandbreite an Stilrichtungen, Medien und Ausdrucksformen. Internationale Bekanntheit erlangten dabei besonders die Schwertschmiedekunst, Töpferkunst, Skulpturen aus Holz und Bronze, Tuschemalereien auf Seide und Papier, Kalligraphien, Webkunst, Lackarbeiten und Farbdrucke. Die älteste Kunst ist die Keramik, die bis in das 10. Jahrtausend vor Christus zurückreicht.
Der japanischen Kunst liegen die besonderen Prinzipien der japanischen Ästhetik zu Grunde. Im Unterschied zur europäischen Kunst, die das dekorative „Kunstwerk an sich“ schätzt, war und ist japanische Kunst immer auch Gebrauchskunst: eine Teeschale wird erst dann wertvoll, wenn die Jahre der Verwendung ihr die nötige Patina gegeben haben. Auch die Vergänglichkeit der Kunst wird geschätzt: in einem Land, das so oft von Naturkatastrophen heimgesucht wird, ist nahezu jeder Tempel viele Male wieder aufgebaut worden, und es ist die Bewahrung der Handwerkskunst, nicht des Gebäudes, die die Tradition am Leben erhält. Noch deutlicher wird diese Philosophie in den kunstvoll hergerichteten japanischen Speisen, die die Mahlzeit nicht überdauern.

## Geschichte
Historisch hat die Entwicklung der Kunst starke Wechsel erlebt, von Perioden, in denen Einflüsse von außen begeistert aufgenommen wurden und zu einer Vielzahl neuer Ideen, Synthesen und Stilrichtungen geführt hat, zu Phasen der Isolation und Abgeschiedenheit, in der das Bestehende überarbeitet und zur Perfektion gebracht wurde. Einflüsse von außen, ob aus China, Korea, Indien, ab dem 16. Jahrhundert Europa und in der Moderne den USA, wurden absorbiert, imitiert und assimiliert. Sie beeinflussten dabei japanische ästhetische Ideale und wurden von ihnen beeinflusst. Einen großen Schwung gab im 7. und 8. Jahrhundert die Einführung des Buddhismus, die sich unter anderem auf Tempelbau, Skulptur und Dichtkunst auswirkte. Im 9. Jahrhundert, nach der Abkehr von China, wurden die säkularen Künste wichtiger. Am Hof der Heian-Zeit kam die Kunst zu einer ersten Blüte. Mit dem Aufstieg des Kriegeradels entstand unter dem Einfluss des Zen-Buddhismus ab dem 13. Jahrhundert ein neues ästhetisches Ideal, dass sich an Schlichtheit, Harmonie und Vergänglichkeit orientierte.
Im 15. und 16. Jahrhundert geriet das Land in politische Unruhe. Mächtige Daimyō rangen um die Vorherrschaft im Land, und gleichzeitig kamen mit den Europäern neue Ideen ins Land, allen voran das Christentum. Es war eine Zeit, in der viel Neues geschaffen, aber auch viel Altes zerstört wurde. Erst mit dem Sieg der Tokugawa kehrte in der Edo-Zeit wieder Ruhe ein, bis hin zur völligen Isolation des Landes. In den aufblühenden Städten entstand eine eigene Kunst, vor allem das Kabuki-Theater und die Ukiyo-e (Farbholzschnitte). Zuerst stand sie in Konkurrenz zur Kunst der Samurai, im 18. und 19. Jahrhundert verschmolzen beide Richtungen jedoch immer mehr.
Erst mit der Öffnung Japans und der Meiji-Restauration kam eine neue Welle der Umwälzungen. Die traditionelle japanische Kunst sah sich nun der Konkurrenz europäischer Werke ausgesetzt. Dabei entstanden sowohl Stilrichtungen, die sich völlig vom alten abwandten und europäische Kunst imitierten, als auch solche, die die Tradition bewahren wollten und den modernen Zeiten anpassen. Im frühen 20. Jahrhundert kam gleichzeitig in Europa das Interesse an japanischer Kunst auf, in einer Stilrichtung, die Japonismus genannt wird.

### Jōmon-Kultur

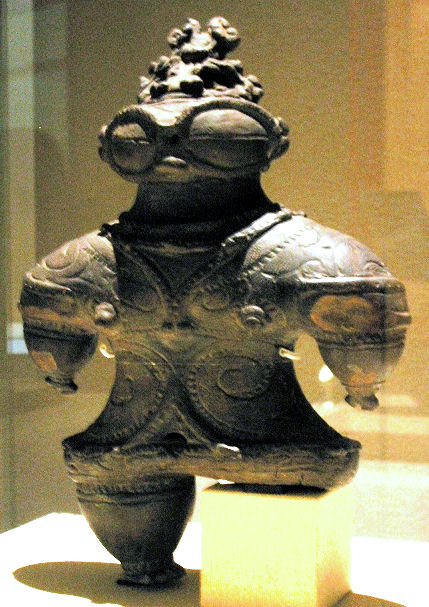
Figur aus der Jōmon-Zeit

Die so genannte Jōmon-Kultur, begründet durch die ersten Siedler in Japan, bestand während der Jōmon-Zeit, ungefähr von 11.000 v. Chr. bis 300 v. Chr. Die vorhergehende paläolithische Kultur weist keine künstlerische Bearbeitung von Werkzeugen o. Ä. auf. Die frühesten Formen, die auf künstlerische Tätigkeiten in Japan hindeuten, finden sich in der neolithischen Keramik. Die hergestellten Gefäße waren für den praktischen Gebrauch bestimmt, da die Menschen dieser Zeit Jäger und Fischer waren. Die am häufigsten verwendeten Verzierungen waren Matten- bzw. Schnurabdrücke (jap. Jōmon) auf Gefäßen. Die Keramik wurde daher mit einfachen Linienmustern geschmückt, die mit dem Fingernagel oder mit Hilfe von Matten eingedrückt wurden. Sie ähneln stark der koreanischen Kamm-Keramik, während Werkzeugfunde Ähnlichkeiten mit Funden aus Sibirien, der Mongolei oder Nordchina aufweisen. Seit der mittleren Jōmon-Zeit wurden vermehrt Figuren gefunden, die wohl allgemein als Schutzfiguren oder zur Heilung von Kranken dienten. Einige Figuren deuten auf einen Fruchtbarkeitsritus hin, der erkennen lässt, dass die Menschen neben der Jägerei nun auch Ackerbau betrieben haben. Ausgehend von der einkehrenden Sesshaftigkeit breiteten sich flache, schwach gebrannte Tonschalen aus, die vollkommen mit Linienmustern überzogen waren. Gegen Ende der Jōmon-Zeit wurden die Gefäße kleiner und zuweilen schwarz poliert oder rot bemalt. Die Figuren, Dogū genannt, waren z. T. sehr abstrakt und stellten nun Menschen als auch Tiere dar. Dabei waren sie nur für die Vorderansicht konstruiert, sodass sie von der Seite betrachtet eher flach waren.

### Yayoi-Kultur

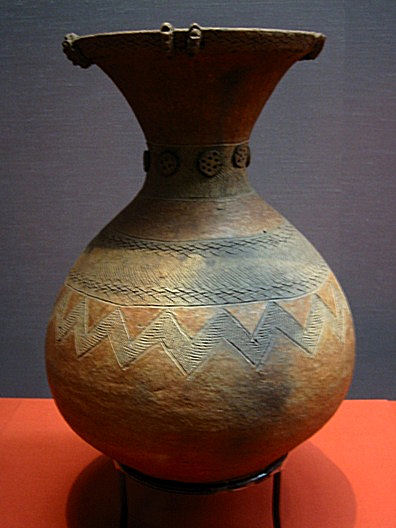
Gefäß aus der Yayoi-Kultur

Die Yayoi-Kultur entstand aus der nachfolgenden Immigrantenwelle. Sie wurde nach einem Vorort in Tokio benannt, wo Reste von Yayoi-Siedlungen als erstes gefunden wurden. Die Kultur existierte von 300 v. Chr. bis ca. 300 n. Chr., während der nach ihr benannten Yayoi-Zeit. Während dieser vollzog sich auch der Übergang zur Metallzeit. Die Menschen der Yayoi-Zeit waren aus Zentral- und Nordchina über Südkorea nach Japan gekommen. Sie brachten das Wissen vom Reisanbau mit, daher siedelten die Menschen an den Flüssen im Norden Kyūshūs, um in günstigen Regionen Reis anzubauen. Von dort breiteten sie sich über den Westen von Honshū bis hin zum so genannten Kinai-Bezirk aus (in der Region von Nara und Osaka). Hier wurden Dorfanlagen entdeckt, die zeigen, dass die Menschen in Häusern auf Pfählen, die mit Pflanzenmaterial bedeckt waren, gelebt haben. Durch anhaltende Beziehungen zum Festland gab es in dieser Zeit neben verbesserten Stein- und Holzwerkzeugen nach koreanischem Vorbild auch Geräte aus Bronze oder Eisen. Diese kopierte man zunächst in Ton und Stein, aber bald darauf waren die Menschen schon in der Lage, selbst Metall zu schmelzen. So sind z. B. steinerne Gussformen gefunden worden, die das belegen. Es wurden Waffen, Schilde und Werkzeug, aber auch seit der mittleren Yayoi-Zeit bronzene Glocken, Dotakus, gegossen. Die Glocken fand man vor allem im Westen von Honshū und auf Shikoku. Ähnliche Glocken gab es in China, wo sie bei Ritualen geschlagen wurden. Die japanischen Glocken waren unten ellipsenförmig und flach und ihre Oberfläche wurde durch Sägezahn- oder Netzwerkstreifen in Felder gegliedert, die mit feinen Binnenzeichnungen versehen waren. Es wurden Tiere oder Pflanzen im Relief dargestellt, es sind aber auch Glocken mit Hausmodellen und Arbeitsszenen gefunden worden. Seit der Yayoi-Zeit gab es auch Bronzespiegel, also blanke Metallscheiben, die auf einer Seite stark verziert waren. Sie kamen ebenfalls aus China auf die Insel und orientierten sich hier stark an ihren Vorbildern. Die Verzierungen waren anfangs eher in Gestalt geometrischer Ornamente, später wurden auch Tiere und Gottheiten eingeritzt. Seit dem 8. Jh. wurden diese Spiegel als Machtsymbole verwendet. Die Jomon-Keramik wurde durch die Yayoi-Keramik abgelöst, wobei festländische Formen als Vorbilder fungierten. So entstanden Krüge mit weiter Öffnung oder engem Hals, Deckelgefäße und Schalen auf hohem Fuß. Diese Keramik war im Gegensatz zu der oft stark überladenen Jomon-Keramik fast ohne Muster oder trug nur sparsam eingeritzte Ornamente. Je weiter sich die Yayoi-Kultur ausbreitete, desto mehr veränderten sich die Formen. Im Osten des Landes verschmolz sie sehr stark mit der Jomon-Kultur. Die kleinen Figuren der früheren Kultur verschwanden, stattdessen wurden in Gräbern mit Gesichtern verzierte Krüge gefunden. Wissenschaftler vermuten in ihnen Urnen, die aus dem koreanischen Totenkult übernommen worden sind.

### Kofun-Zeit

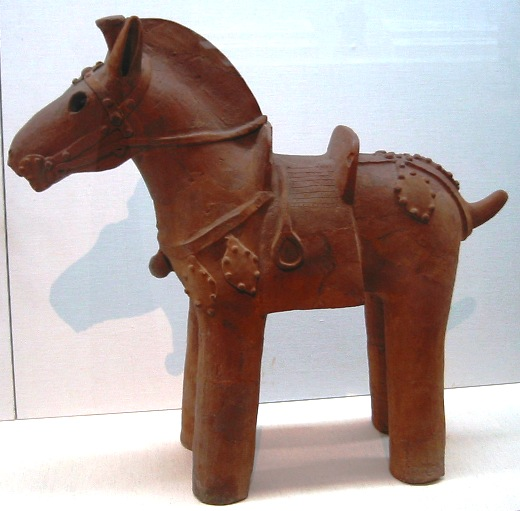
Eine Haniwa-Figur aus der Kofun-Zeit

Die Kofun-Kultur bestand zwischen dem 3. und dem 7. Jh. unserer Zeit. Mit Hilfe der verbesserten Landwirtschaft durch die neuen Geräte aus Metall bildete sich in der Kofun-Kultur ein Stammesadel heraus. Einzelne Stämme schlossen sich anschließend zu Stammesverbänden zusammen, von denen im 4. Jh. das zentraljapanische Yamato die Herrschaft erlangte. Mit Korea wurde ein steter Austausch an Handwerkern gefördert, der in der 405 erfolgten Entsendung des Schriftgelehrten Wani gipfelte. Dieser führte die chinesische Schrift offiziell in Japan ein. Außerdem gelangten die ersten buddhistischen Ideen auf die Inseln. Auch die Bestattungsbräuche änderten sich. Nachdem sich das Stammessystem gefestigt hatte, ging man dazu über, über den Gräbern von Häuptlingen Hügel zu errichten. Diese begründeten die „Zeit der alten Grabhügel“, Tumuli oder japanisch Kofun genannt (250–552 n. Chr.). Die Hügel waren entweder rund, rechteckig oder pyramidenförmig und hatten eine runde Kuppel. Als Grabbeilagen dienten vor allem die Bronzespiegel der Yayoi-Zeit, aber auch Armbänder aus Muscheln, Geräte aus Holz sowie Geräte aus rotem Ton, die so genannte Haji-Keramik, die sich an die Keramik der Yayoi-Zeit anschloss.

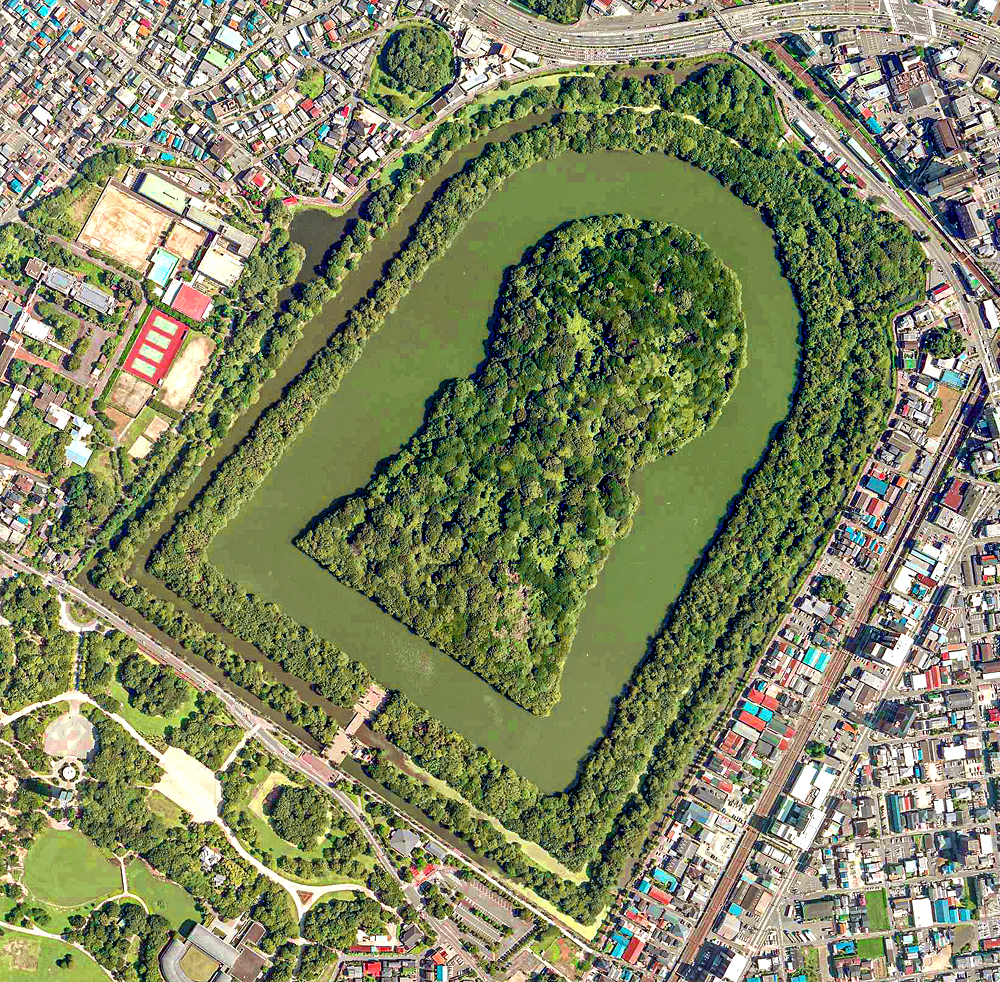
Daisenryō-Kofun, das Grab von Kaiser Nintoku in Sakai (5. Jahrhundert)

In der mittleren Kofun-Zeit (5. Jahrhundert) hatte sich der Yamato-Staat kriegerisch weiterentwickelt. Es gab jetzt eiserne Schwerter sowie Rüstungen, die vereinzelt auch mit Gold- und Silber verziert worden sind. Die Gräber nahmen gewaltige Ausmaße an, sie konnten bis 400 m lang und 30 m hoch sein. Es setzten sich die Schlüsselloch-Gräber durch, die von Wassergräben umgeben waren, wie das Daisenryō-Kofun des Kaisers Nintoku in Sakai, Präfektur Osaka. Auch die Verwendung der Haniwa nahm zu. Das waren Tonröhren, die eine Art Mauer um ein Grab bildeten. Sie wurden mit Aufsätzen ergänzt, die Tiere (z. B. Pferde oder Wasservögel) darstellten. Mitte 5. Jh. wurde auch ein ganzes Grabgeleit, bestehend aus Bauern, Priestern, Tänzern, Kriegern usw. aus Ton für hochrangige Personen dazugegeben. Diese zum Teil mannshohen Figuren wurden aus rotem Ton gebildet und sind manchmal auch zweifarbig gewesen und mit Mustern versehen worden. Sie geben oft ein historisch genaues Bild von Kleidung, Schmuck und Bewaffnung der Menschen ab. An einem Grab konnten hunderte dieser Figuren stehen, die allerdings nicht so fein ausgearbeitet sind wie etwa die Terrakottaarmee des chinesischen Kaisers Qin Shihuangdi, da sie grundlegend aus Tonrohren bestanden. Sie sind die vielleicht am wenigsten von Kontinent beeinflussten Kunstschöpfungen der Kofun-Kultur. Im Norden Kyushus etablierten sich andere Bestattungsformen. Dort waren Gräber mit Wandmalerei und unterirdischen Gängen üblich.

### Asuka-Zeit (552–710)

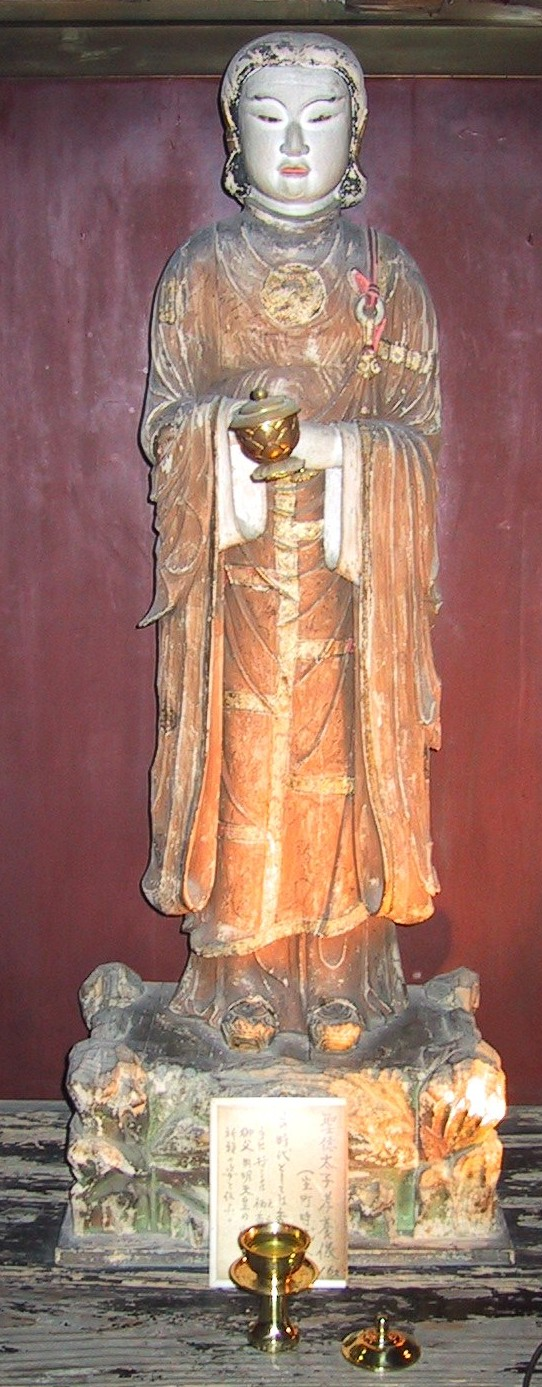
Statue des Prinzregenten Shōtoku in Asuka-dera bei Nara

In der Asuka-Zeit wandelte sich Japan nach kontinentalem, chinesischem Vorbild vollends zu einem Einheitsstaat. Die zentrale Siedlung des Staates, nach der diese Zeitperiode benannt wurde, lag in der Yamato-Ebene. Zu Beginn des 6. Jahrhunderts wurde Japan verstärkt auf den Buddhismus aufmerksam, der von der herrschenden Schicht neben dem vorherrschenden Shintō aufgenommen wurde. Im Zuge dessen kam es zu einem Austausch von chinesischen Mönchen und japanischen Buddhisten. So wurden die Beziehungen zwischen Insel und Kontinent weiterhin gepflegt. Der kaiserliche Neffe und Prinzregent Shōtoku erhob den Buddhismus 594 in der Regierungszeit der Kaiserin Suiko zur Staatsreligion. Dank Shōtokus Anstrengungen begannen auch Adelige den Bau von Tempeln zu finanzieren. Es wurden zahlreiche buddhistische Bauwerke errichtet, so dass am Ende von Shōtokus Amtszeit (622 n. Chr.) allein um Nara 46 Tempel, Schreine, Pagoden und Klöster (vihara) standen, in denen über 1200 Mönche und Nonnen lebten. So steht die Kunst der Asuka-Zeit ganz im Zeichen der religiösen Reliquien, Bauwerke und Malereien.
Die Holzarchitektur der ersten Tempel, für die der 607 gegründete Hōryū-ji bei Nara heute noch Zeugnis ablegt, spiegelt in der Struktur und dem Stil die Architektur Chinas wider. Der Tempel wurde in typischer Ständerbauweise mit eingezogenen Füllwänden und schweren Ziegeldach errichtet. Der Bau wurde durch eine mehrstöckige Pagode ergänzt. Die Haupthalle kondo (auch hondo) beherbergt alte Kultbilder. Der gesamte Tempelbezirk wird mit einem Wandelgang mit Tor begrenzt. Für die Ausgestaltung dieser buddhistischen Bauwerke waren zahlreiche Künstler koreanischer und chinesischer Herkunft nach Japan gekommen, deren handwerkliches Wissen von den Japanern übernommen wurde. Die Bronzeplastiken des frühen 7. Jahrhunderts waren teilweise sehr groß und spiegeln den Stil der Nördlichen Wei-Dynastie, einen um ein Jahrhundert älteren chinesischen Stil, wider. Noch erhaltene bronzene Kunstwerke der Zeit sind die 623 hergestellte Shaka-Trinität des Hōryū-ji und der 606 gegossene Shaka des Asuka-dera. Sie ähneln dem Stil der Höhlentempel in Lung-men. Beide Werke wurden von dem Buddhabild-Meister (busshi) Tori hergestellt, der seine Kunst von chinesischen Lehrern erlernt hatte und einer der ersten japanischen Meister im Bronzegießen war.
Neben den Bronzefiguren gab es in der Asuka-Zeit auch Holzplastiken, von denen jedoch nur noch wenige erhalten sind. Die heute noch bestehenden Figuren der Kudara Kannon und der Yumedono Kannon im Hōryū-ji, sowie des Bodhisattvas in hankashinyui-Pose (dt. nachdenkliche Haltung) im Chigu-ji zu Nara zeigen Einflüsse aus Südchina, den Nördlichen Qi- und Nördlichen Zhou-Dynastien sowie Korea.

### Nara-Zeit (710–794)

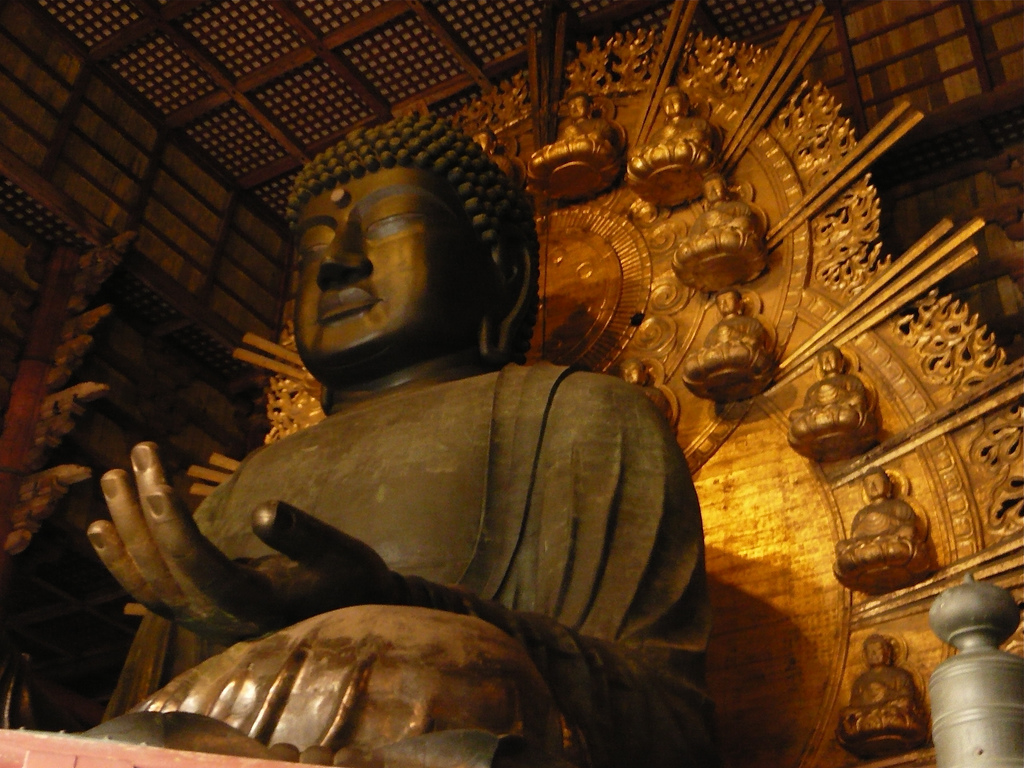
Roshana-Buddha im Tōdai-ji, Nara

Die Nara-Zeit wurde nach Japans erster ständiger Herrschaftsresidenz Nara benannt. Wie schon in den vergangenen Jahrhunderten blieb der chinesische Einfluss weiterhin stark, auch der Aufbau Naras ist der chinesischen Metropole Chang-an nachempfunden. Außerdem stand die Nara-Zeit, wie schon zuvor die Asuka-Zeit, ganz im Zeichen des Tempelbaus und der dazugehörigen buddhistischen Reliquien, nach dem Vorbild der Kunst der zu der Zeit in China herrschenden Sui bzw. Tang-Dynastie. Die großen Tempel wurden zu Zentren der religiösen Kunst. Der zwischen 745 und 752 erbaute Tōdai-ji wurde als Zentrale eines Netzwerks von Tempeln in jeder Provinz errichtet.

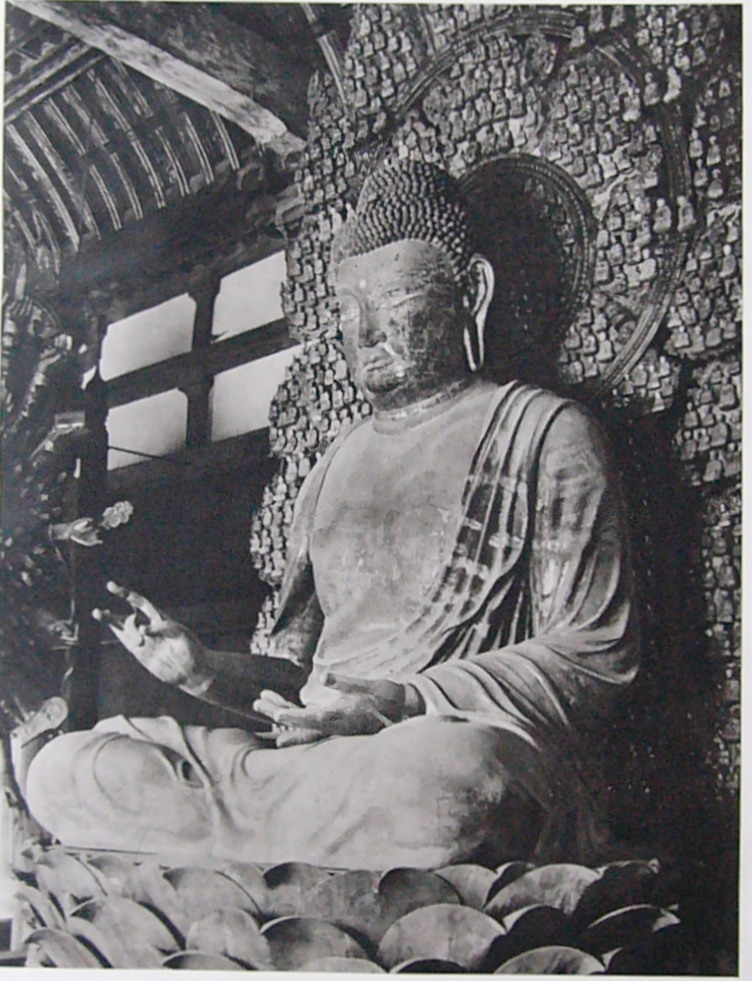
Vairocana im Tōshōdai-ji, Nara

Die Herstellung der Malereien und Figuren wurde von buddhistischen Skulpturwerkstätten (zōbutsujo) der Tempel übernommen, die den Tempelbauämtern der Regierung unterstanden und in Gilden organisiert waren. Es wurden Plastiken aus Trockenlack (kanshitsu), Ton oder Bronze hergestellt. Vor allem die Tang-Kunst der chinesischen Bildhauer des 8. Jahrhunderts, die unter der Leitung des Priesters Chien-chen (jap. Ganjin) die Plastiken für den Tōshōdai-ji-Tempel hergestellt hatten, prägten den japanischen Stil. Noch heute zeugt eine 16 Meter hohe bronzene Roshana-Buddha-Statue aus dem Jahre 752, die in der Gebetshalle des Tōdai-ji steht, vom Einfluss des Buddhismus in der damaligen Zeit. Über die Malerei im 8. Jahrhundert ist nicht viel bekannt, da ein Feuer von 1949 die Fresken im Hōryū-ji-Tempel zerstört hatte. Bekannt ist jedoch, dass diese Fresken ebenso wie das Bild der Göttin Kichijōten im Yakushiji ebenfalls dem Tang-Stil nachempfunden waren. Andere Malereien, wie die Querrollen des E’ingakyō-Tempels, lehnten sich eher an das chinesische Vorbild des 6. Jahrhunderts an. Das lässt die Zeitverzögerung in der Übernahme der Stile deutlich erkennen. Weltliche und politische Bilderzyklen, die nicht für die Tempel gedacht waren, entstanden für den Hof. Zuständig dafür war das Amt für Malerei (edakumi tsukasa), das seit 701 dem Innenministerium unterstand.
Eine einzigartige kulturhistorische Quelle stellt die fast 10.000 Objekte umfassende Sammlung dar, die 756 in das eigens dafür errichtete Schatzhaus Shōsōin des Tōdai-ji gelangte. Dabei handelt es sich um meist aus China stammende Waffen, Möbel, Textilien, Keramik und Kleinkunst aus Metall, Holz und Elfenbein, die die Witwe des verstorbenen Kaisers Shōmu (724–748) dem Tempel schenkte. Die wenigen Gegenstände aus japanischer Herstellung stehen ganz unter dem Einfluss der chinesischen Tradition.
Auch in der Nara-Zeit wurde weiterhin die chinesische Schrift praktiziert, mit deren Hilfe man buddhistische Texte kopierte und las.
Die kulturelle Bedeutung der chinesischen Schrift beschränkt sich nicht auf die Religion. So wurden im 8. Jahrhundert zwei bedeutende Schriften, das Nihonshoki („Chroniken von Japan“) und das Kojiki („Mythen und Berichte über frühere Begebenheiten“) verfasst. Das ebenfalls im 8. Jahrhundert niedergeschriebene Man’yōshū, die „Sammlung einer Myriade Blätter“, ist eine Anthologie der ältesten Gedichte Japans.

### Heian-Zeit (794–1185)

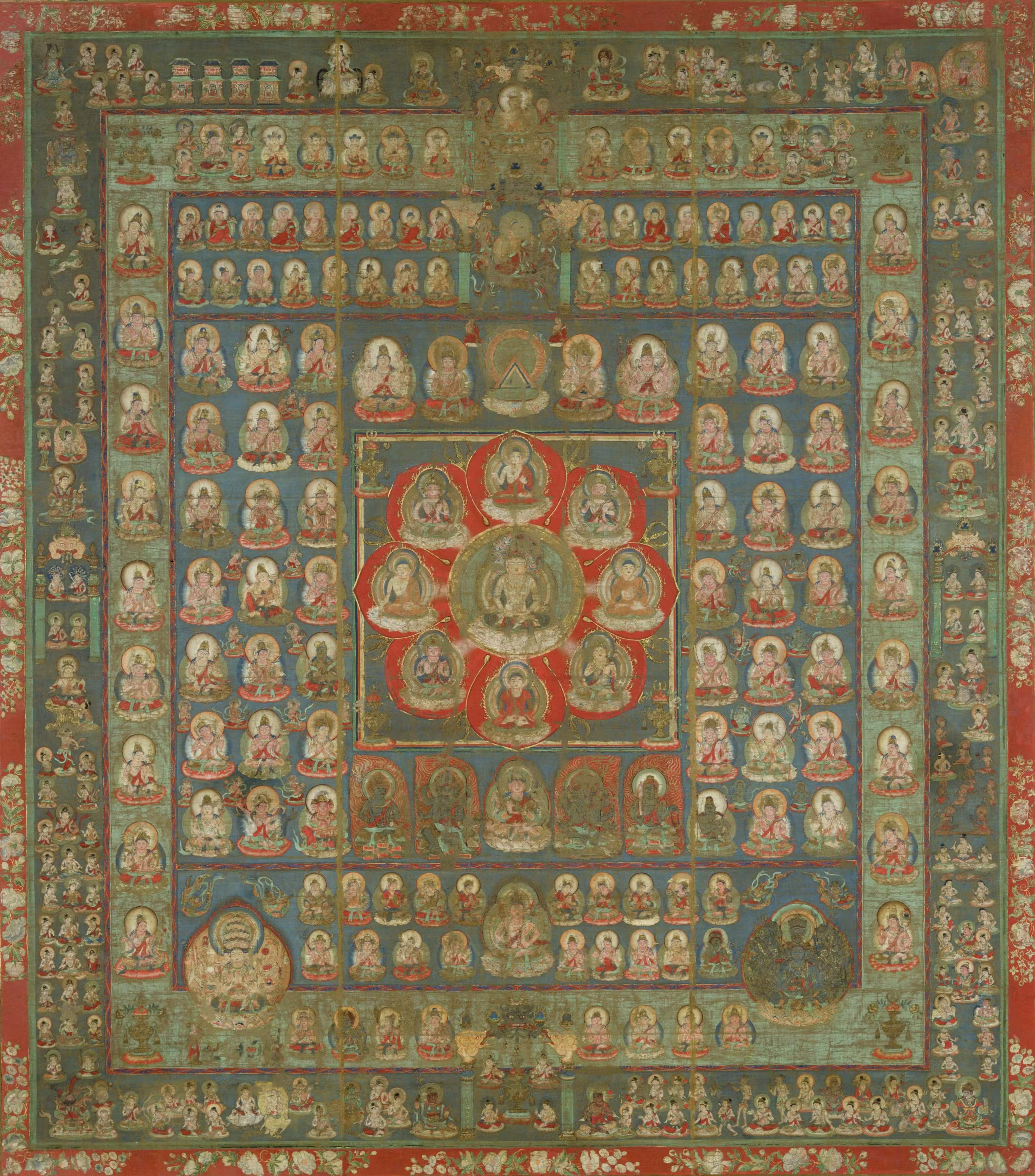
Taizokai Mandala, Tō-ji

Im Jahr 794 wurde die Hauptstadt Japans offiziell nach Heian-kyō, dem heutigen Kyōto verlegt. Die Jahre 794 bis 1185 werden daher als Heian-Zeit bezeichnet. Die Heian-Zeit ist weiter unterteilt in frühe und späte Heian-Zeit, wobei die späte Heian-Zeit auch als Fujiwara-Zeit bezeichnet wird. Das entscheidende Datum ist das Jahr 894, als die diplomatischen Missionen nach China abgebrochen wurden.
Angeregt durch die Macht und den Reichtum des Buddhismus in Nara, reiste der Mönch Kūkai, besser bekannt unter seinem postumen Titel Kōbō-Daishi, nach China um Shingon, eine Form des Vajrayana-Buddhismus zu studieren, das er im Jahr 806 nach Japan brachte. Im Zentrum des Shingon stehen die Mandala, Diagramme des spirituellen Universums, ein Konzept, das sich auch auf die Tempelarchitektur auswirkte. Ebenfalls übernommen wurde das architektonische Konzept der Stupa aus der indischen Architektur, allerdings im chinesischen Stil der Pagode.
Die Tempel der Shingon-Schule wurden in den Bergen gebaut, fern vom kaiserlichen Hof und dem Trubel der Hauptstadt. Die unebene und felsige Landschaft dieser Orte führte dazu, dass die Tempelarchitekten einen neuen, eigenständigen Stil entwickelten. Dächer aus Zypressenrinde ersetzten die gebrannten Dachschindeln, Holzplanken ersetzten die irdenen Böden, und vor dem Hauptheiligtum wurde ein getrennter Gebetsbereich für die Laien eingerichtet.

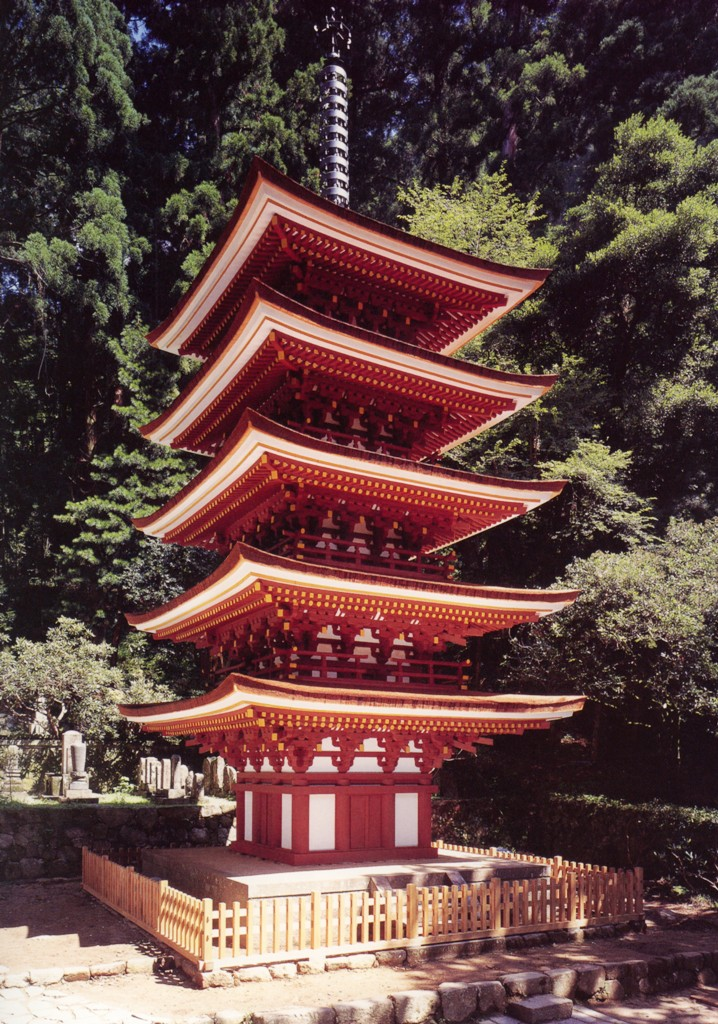
Pagode des Muro-ji (800)

Der Tempel, der den Stil Shingon-Tempel der frühen Heian-Zeit am besten wiedergibt ist der Muroji aus dem frühen 9. Jahrhundert, versteckt in einem Zypressenhain auf einem Berg südlich von Nara. In einem Nebengebäude des Muroji wird ein hölzernes Bildnis des Siddhartha Gautama, des historischen Buddha verehrt, das ebenfalls aus dem 9. Jh. stammt. Es ist ein typischer Vertreter der Skulptur aus dieser Zeit, mit seinem massigen Körper und dem deutlich ausgearbeiteten Faltenwurf der Kleidung im hompa-shiki (geschwungene-Wellen-Stil) sowie seinem ernsthaften, entrückten Gesichtsausdruck.

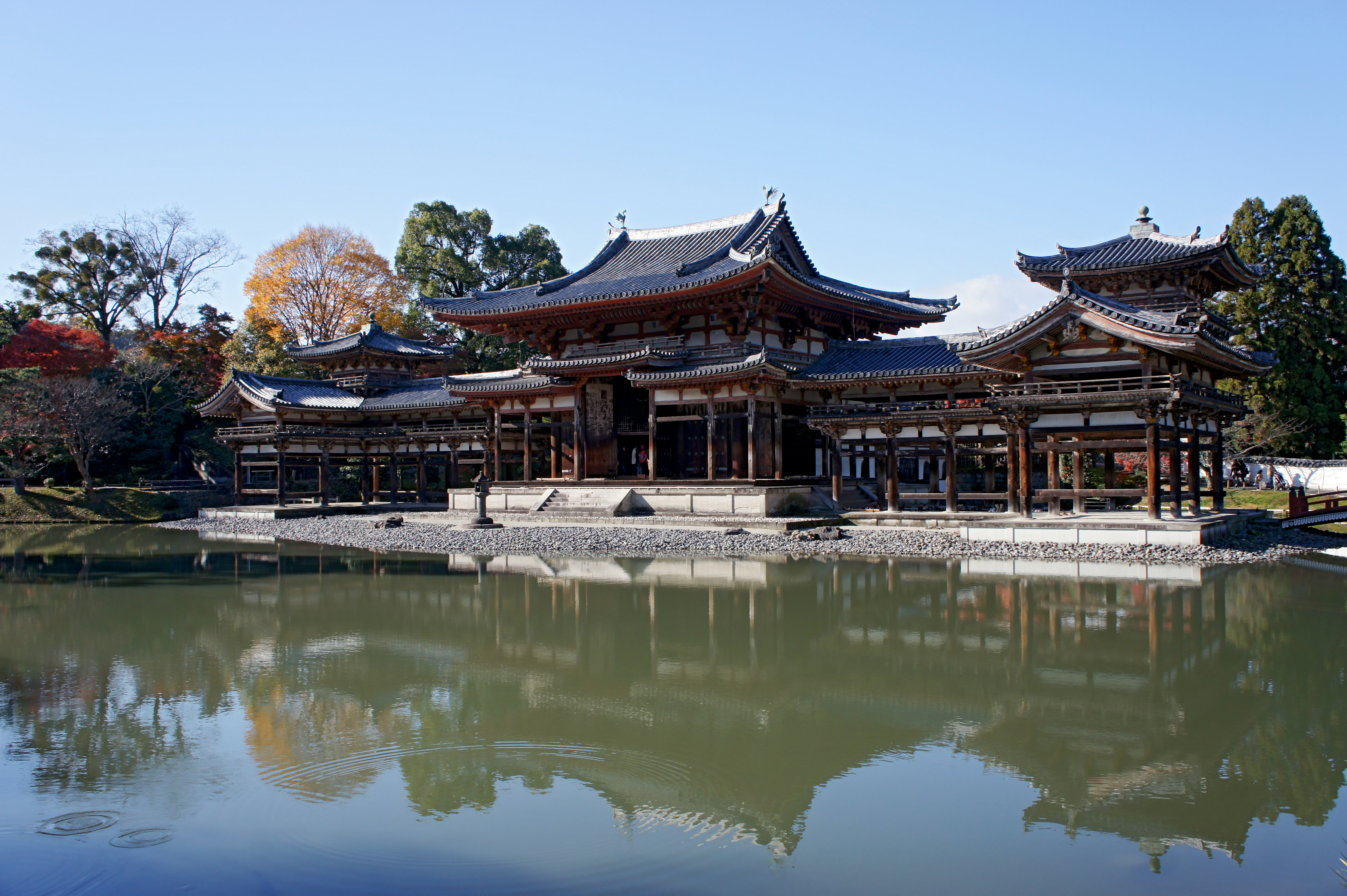
Phönixhalle des Byōdō-in

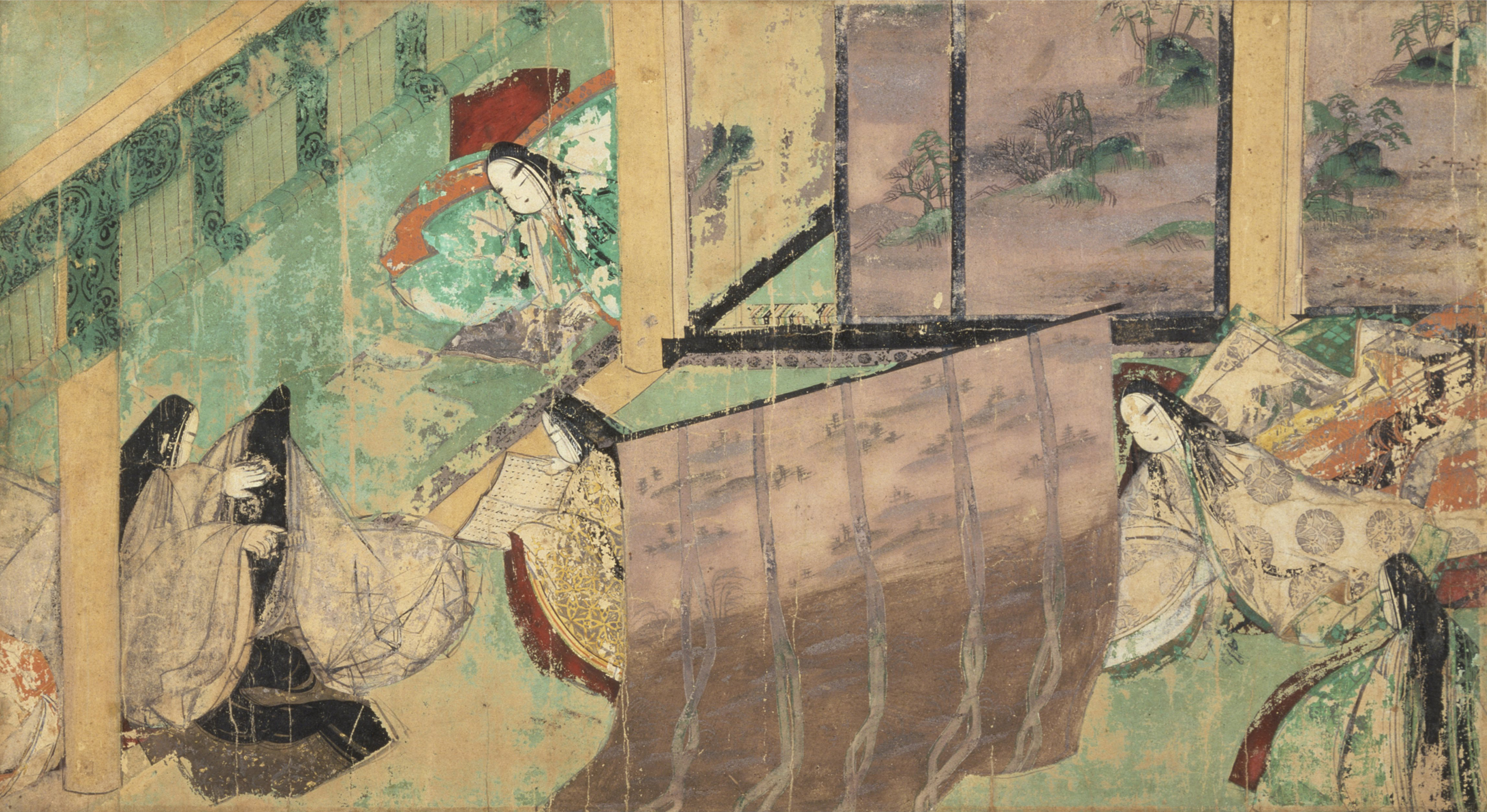
Der Geschichte des Prinzen Genji, 1130

Die folgende Fujiwara-Zeit ist benannt nach der dominierenden Familie am Kaiserhof in Heian-kyō. Die klassische chinesische Kultur hatte sich in Japan mittlerweile etabliert, und es entwickelte sich aus diesem Erbe eine eigenständige, japanische Kunst und Ästhetik. Auf dem Gebiet der Dichtkunst wurde das Waka als Alternative zu Gedichten in chinesischer Sprache (kanshi) geschaffen. In der Literatur schufen Sei Shōnagon mit dem Kopfkissenbuch und Murasaki Shikibu mit der Geschichte des Prinzen Genji Klassiker, die noch heute ein lebendiges Bild des damaligen blühenden Hoflebens bieten.
Zeitgleich mit der Hofliteratur entwickelte sich das Emaki, eine Form von illustrierten Erzählungen. Diese ist auf eine Handrolle gezeichnet, gemalt oder gedruckt. Sie ist von kulturellen Elementen und Schriftrollen beeinflusst, die zusammen mit dem Buddhismus im 6. Jahrhundert nach Japan kamen.
Auf dem Gebiet der Religion verbreitete sich der Amitabha-Buddhismus, die Lehre vom Reinen Land, die einfache Erlösung durch den Glaube an Amitabha, japanisch Amida, versprach. In der Architektur schlug sich dies nieder in der Form der Amida-Halle, die das Säkulare mit dem Religiösen verbindet und die eine oder mehrere Buddha-Statuen in einem Gebäude ähnlich dem Landsitz eines Adligen unterbringt. Ein Beispiel für eine solche Amida-Halle ist die 1053 errichtete Phönixhalle des Byōdō-in, einem Tempel in Uji südöstlich von Kyōto.

### Kamakura-Zeit (1185–1333)

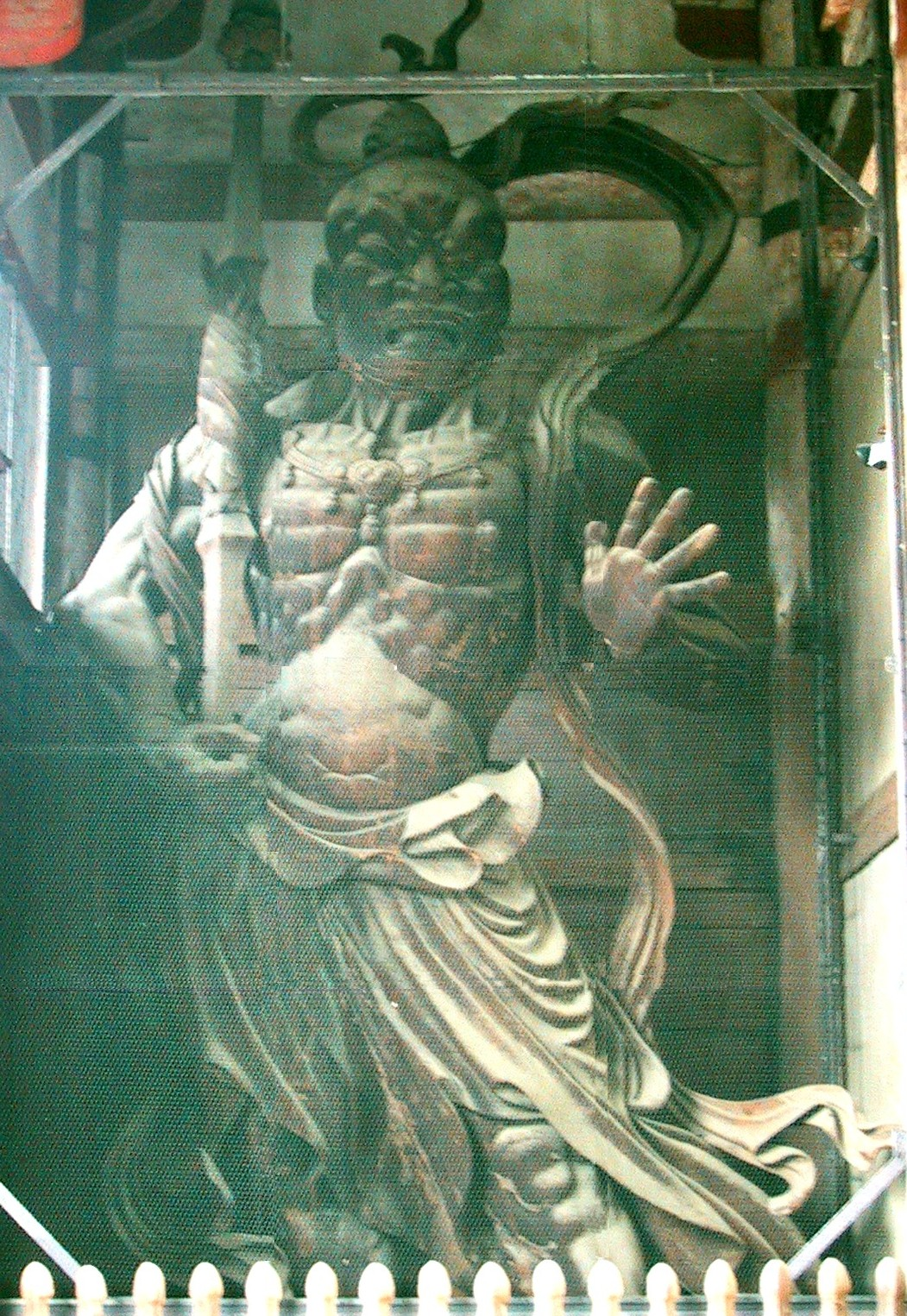
Nio-Wächterskulptur, Tōdai-ji, Unkei, 1203

Im Jahr 1180 brach der Gempei-Krieg zwischen den beiden mächtigsten Familien, den Taira und den Minamoto aus, aus dem die Minamoto siegreich hervorgingen. Die Bedeutung des Hofes in Heian-kyō verblasste, und aus dem kleinen Fischerdorf Kamakura in der Kantō-Ebene wurde das neue Machtzentrum Japans. Die Macht verschob sich damit auf die bushi, den Kriegeradel. Gleichzeitig zogen buddhistische Reformer durch das Land, die die ehemalige Adelsreligion vereinfachten und den einfachen Leuten predigten. Beides sorgte dafür, dass die Kunst nun von Männern mit bodenständigeren Interessen gefördert wurde, wodurch ein neuer Realismus einzog. So sind die in dieser Epoche entstandenen Porträts von Heerführern die ersten nichtreligiösen Darstellungen realer Menschen in der japanischen Kunstgeschichte. Andererseits versuchten konservative Kräfte im Adel und der Priesterschaft eine Gegenbewegung und eine Wiederauferstehung der klassischen Künste.
Nihonto, bzw. die Schwertschmiedekunst, haben in dieser Zeit ihren Höhepunkt erreicht. Von Schmieden wie Masamune und Muramasa, die bis heute Weltruhm genießen, wurden Meisterwerke geschaffen, von denen etliche bis heute überdauert haben. Einige sind als Nationalschätze in den Museen Japans ausgestellt. Neben den Schmieden selbst, die ihr Schaffen in den 5 Traditionen „Gokaden“ ausprägten, wurden auch verbundene Kunsthandwerke wie Tsuba (Schwertstichblätter), Kodogu (Schwertzierate) und Togishi (Schwertpolierer) immer relevanter und angesehener in der Gesellschaft.
Die Bildhauer der Kei-Schule, besonders Unkei, schufen einen neuen, realistischeren Skulptur-Stil. Die beiden Niō-Wächterskulpturen im südlichen Haupttor des Tōdai-ji in Nara aus dem Jahr 1203 illustrieren besonders Unkei's dynamischen, suprarealistischen Stil. Die Figuren, rund acht Meter hoch, wurden über einen Zeitraum von drei Monaten aus mehreren Blöcken geschnitzt, was auf eine Künstlerwerkstatt schließen lässt in der eine größere Anzahl Künstler unter der Anleitung eines Meisters arbeitet. Unkei's in mehreren Farben bemalte Holzskulpturen von zwei indischen Weisen (Kōfuku-ji, Nara), Muchaku und Seshin, den mythischen Gründern der Hossō-Schule, gehören zu den vollendetsten Werken der Periode. So, wie sie von Unkei geschaffen wurden, sind sie außergewöhnlich individuelle und lebensechte Figuren.

### Muromachi-Zeit (1338–1573)
Während der Muromachi-Zeit (1338–1573) verlegten die Shōgune der Familie Ashikaga den Thron der Regierung zurück nach Kyōto. Damit endete der Trend zur Popularisierung aus der Kamakura-Zeit, und die Kunst bekam wieder einen höfischen und aristokratischen Charakter. Der Chan-Buddhismus wurde ein zweites Mal in Japan eingeführt und übte als Zen vor allem auf die Samurai großen Einfluss aus.

Josetsus Schriftrolle

Der Handel mit China, zu dieser Zeit von der Ming-Dynastie beherrscht, wurde wieder verstärkt betrieben, unter anderem von Zen-Tempeln, und so kamen viele chinesische Malereien und andere Kunstobjekte nach Japan. Unter dem Einfluss der Ming-Kunst veränderten sich die Themen in der Malerei, aber auch die Farben: die leuchtenden Farben der Yamato-e gerieten aus der Mode und wurden von den Schwarz-weiß-Tuschezeichnungen der Sumi-e verdrängt.
Ein repräsentatives Beispiel für die Malerei der frühen Muromachi-Zeit ist die Darstellung des Mönchs Kensu (chin. Hsien-tzu) im Moment seiner Erleuchtung durch den Priester-Maler Kao. Der Stil der Zeichnung ist geprägt durch schnelle Pinselstriche und ein Minimum an Details. Die Zeichnung „Den Wels mit der Kürbisflasche angeln“ (Josetsu, um 1413, Taizō-in, Myōshin-ji, Kyōto) stellt einen Wendepunkt in der Malerei der Muromachi-Zeit dar. Ursprünglich für einen Wandschirm erstellt, wurde es auf einer Schriftrolle angebracht und mit zeitgenössischen Vermerken versehen. Einer dieser Vermerke bezeichnet das Werk als „im neuen Stil“. Im Vordergrund sieht man einen Mann mit einer Kürbisflasche auf einer Flussböschung stehen, der auf einen Wels schaut. Die Mitte des Bilds ist durch Nebel gefüllt, und im Hintergrund sind Berge in der Ferne dargestellt. Es wird angenommen, dass dieser „neue Stil“ sich auf die Darstellung der Tiefe des Raums in der Bildebene bezieht.
Als wichtigste Vertreter der Muromachi-Kunst werden Shūbun und Sesshū angesehen. Shubun, ein Mönch des Kyōtoer Tempels Shōkoku-ji, schuf das Bild „Lesen in einem Bambus-Hain“ (1446), eine realistische Landschaft mit einem tiefen Raumeindruck. Sesshū, im Gegensatz zu den meisten Zeitgenossen, reiste nach China und studierte dort die zeitgenössische chinesische Malerei an der Quelle. Als Höhepunkt seines Schaffens gilt die „Lange Schriftrolle“, die eine zusammenhängende Landschaft im Lauf der vier Jahreszeiten darstellt.

### Azuchi-Momoyama-Zeit (1573–1603)
Während der Azuchi-Momoyama-Zeit (1573–1603) gelang es den drei Reichseinigern Oda Nobunaga, Toyotomi Hideyoshi und Tokugawa Ieyasu nach hundert Jahren Bürgerkrieg das Land unter der Hand der Zentralgewalt zu vereinigen. Dabei gingen sie sehr rigoros vor. Auch die Gebäude und Kunstschätze buddhistischer Tempel gingen in Flammen auf, da diese, mit eigenen Armeen ausgestattet, einen bedeutenden Machtfaktor darstellten, der beseitigt werden musste.
Währenddessen streckten die europäischen Handels- und Kolonialmächte Spanien, Portugal und die Niederlande ihre Fühler nach Japan aus. In dieser „Epoche des Namban-Handels“ (namban, „südliche Barbaren“, werden die Europäer von den Japanern genannt) gelangte westliche Waffen-, Rüstungs- und Schiffbaukunst nach Japan. jesuitischen Missionaren gelang es, japanische Lehensfürsten (Daimyō) zum Christentum zu bekehren. Für kurze Zeit gab es daher auch christliche Kunst im japanischen Stil.
Auch die Malerei gelang zu einer neuen Blüte, wobei die bedeutendste Stilrichtung dieser Zeit die Kanō-Schule war. Prägend waren dabei monumentale Landschaften auf Schiebetüren (Fusuma), wie sie Kanō Eitoku entwickelt hat. Das wahrscheinlich schönste erhaltene Beispiel für sein Werk ist der Hauptraum im Juko-in, einem Tochtertempel des Daitoku-ji in Kyōto. Ein massiver Aprikosenbaum (ume) und zwei Kiefern sind auf diagonal gegenüberliegenden Schiebetüren angebracht, mit ausladenden Ästen, die sich auf den benachbarten Wandflächen fortsetzen. Eine weitere Malerei, Chinesische Löwen, ebenfalls in Kyōto, zeigt den lebhaften, kraftvoll farbigen Stil der Epoche.
Ein Zeitgenosse von Eitoku, Hasegawa Tōhaku, entwickelte einen etwas anderen, dekorativeren Stil für großflächige Malereien. Auf seinem Ahorn-Schirm, im Besitz des Chishaku-in, Kyōto, setzte er den Stamm des Baums zentral in die Mitte und zog die Äste bis an den Rand. Es entstand dadurch ein flacheres, weniger architektonisches, aber visuell fesselndes Gemälde. Ein weiteres Werk von ihm, der sechsteilige Wandschirm Kiefernwald, ist eine meisterliche Darstellung eines Wäldchens im Nebel.

### Edo-Zeit (1603–1868)

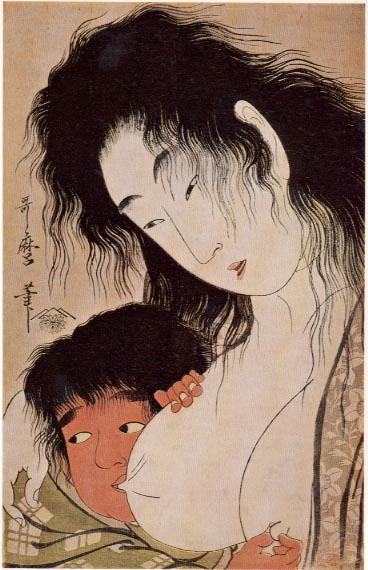
Ein Holzschnitt Utamaros

Edo, das heutige Tōkyō, wurde durch die Verlegung des Regierungssitzes zur neuen Hauptstadt und somit rasch zum militärischen und ökonomischen Zentrum Japans. Daher heißt die Periode von 1603 bis 1868 Edo-Zeit. In dieser recht langen Zeit des Friedens und der Isolation unter der strikten Regierung des Tokugawa-Shōgunats gewann das Bürgertum an Reichtum, Einfluss und Macht. So stellten die Bürger zunehmend eine wohlhabende Schicht dar, die neben dem Schwertadel zu Förderern von Kunst und Kultur wurden. Da das öffentliche Leben stark reglementiert war, wich man in der Kunst gern in Bereiche aus, die davon weitestgehend verschont blieben. So entwickelten sich in Edo einige neue Kunstformen, wie die zur Perfektion gesteigerte, neue Holzschnittkunst des Ukiyo-e, die Kunst der fließenden, vergänglichen Welt. Dies wurde möglich, da es dem Künstler Suzuki Harunobu 1764 gelang, den ersten Farbdruck herzustellen. So konnten spätere Künstler wie Torii Kiyonaga und Kitagawa Utamaro die Meisterwerke herstellen, für die das Ukiyo-e bezeichnend ist: Bilder der Halbwelt, der Prostitution (bis hin zu verbotenen, aber beliebten Shunga-Bildern), des Kabuki-Theaters oder der in der japanischen Kunst allgegenwärtigen Pflanzenwelt und Landschaften. Im 19. Jahrhundert taten sich vor allem Utagawa Kunisada, Utagawa Kuniyoshi und Utagawa Hiroshige als Holzschnittkünstler hervor.

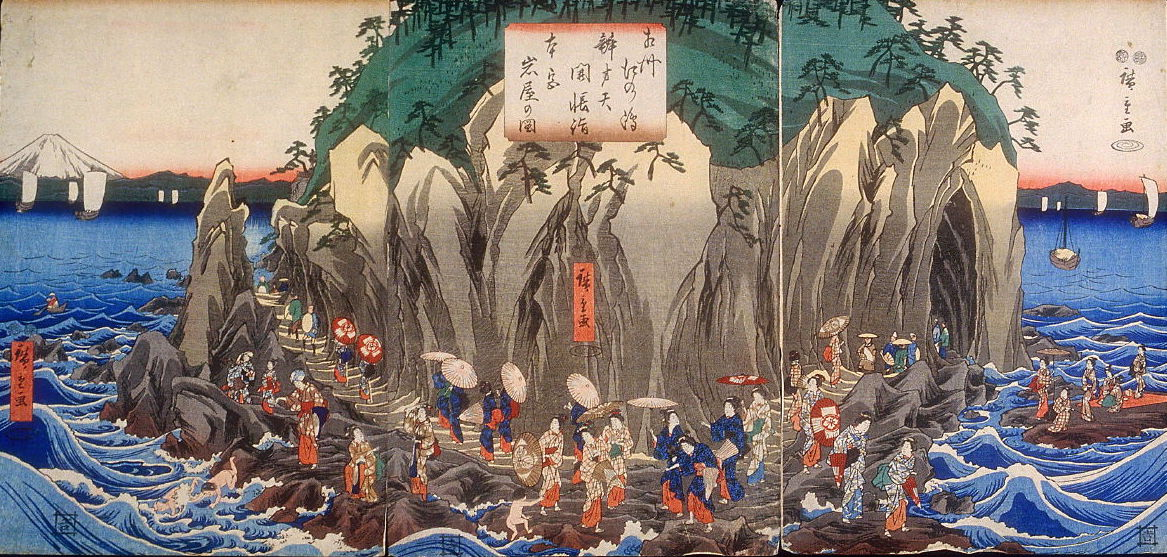
Hiroshiges Pilgerreise zu den Höhlen von Benzaiten

In der alten Hauptstadt Kyōto aber fand ein Aufschwung der traditionellen Künste statt. So haben der Lackkünstler und Kalligraph Hon’ami Kōetsu und der Maler Tawaraya Sōtatsu zu Beginn des 17. Jahrhunderts die eigenständige japanische Malerei des Yamato-e, die zum Beispiel durch die Tosa-Schule praktiziert wurde, wiederbelebt. Es entsteht auch ein neuer Malstil, Rimpa genannt, bei dem nicht nur, wie sonst typisch, die Konturen, sondern auch die Formen betont werden. Dadurch entfaltet der Stil eine große dekorative Wirkung. Vor allem Ogata Kōrin gelang es, in der Verbindung von suiboku-Tuschtechnik und der Malerei des Yamato-e diesen Stil zu vollenden. Rinpa findet vor allem bei der Dekoration von Stellschirmen Anwendung.

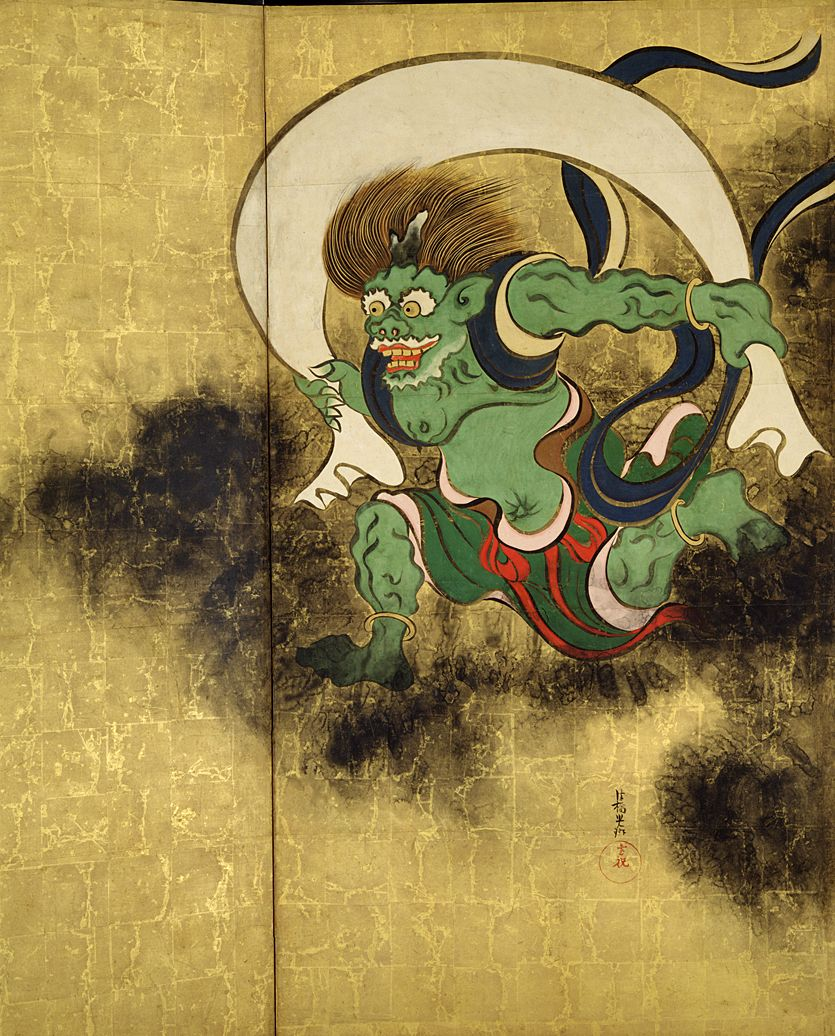
Der Stellschirm Windgott und Donnergott von Ogata Kōrin (Detail)

Der Rimpa-Stil, auch als Fortführung des Yamato-e bezeichnet, widmet sich wichtigen Themen des höfischen Japan. So findet man häufig die Gestaltung des Romans Genji Monogatari von Murasaki Shikibu oder Motive aus dem Ise Monogatari. Das zeigt sich auch in der Architektur anhand des Katsura-Palasts, der eine Nachbildung des Palastes des Prinzen Genji ist. Aber auch die Natur wird in vielen Arbeiten als Thema aufgegriffen. Hierbei versuchte Kōrin, Tiere und Pflanzen naturalistisch darzustellen, was einen wissenschaftlich genaueren Stil hervorbrachte, in dem später vor allem Itō Jakuchū und Nagasawa Rosetsu brillierten.
Während der Rimpa-Stil also das Prädikat japanisch erhält, gab es auch Vertreter von Stilen, die nach wie vor chinesisch beeinflusst waren. Die Tuschemalerei, die von China übernommen und auch in ihrer weiteren Entwicklung immer wieder von chinesischen Vorbildern beeinflusst wurde, wird in der Edo-Zeit weiterhin als solche praktiziert, es gibt sogar einen Kreis von Verehrern, bunjin genannt, die zu den alten Formen der Tuschemalerei zurückfinden wollten. Nach ihnen heißt auch der Stil Bunjinga. Vertreter dieser Schule waren Ike no Taiga, Yosa Buson, Tanomura Chikuden und Yamamoto Baiitsu. Anders ging Maruyama Ōkyo vor, der den Maruyama-Shijō-Stil entwickelte, indem er westlichen und chinesischen Naturalismus mit dem japanischen dekorativen Stil verband.

### Vorkriegszeit (1868–1945)
Mit dem Ende der Abschließung Japans, dem Ende der 250-jährigen starren Gesellschaftsordnung der Edo-Zeit und der Öffnung zur Moderne kam auch eine neue Welle ausländischer Kultur nach Japan. Japaner, die Europa und Amerika besuchten, wie die Iwakura-Mission, studierten auch die dortige Architektur und Kunst. Bereits im Jahr 1876 wurde in Japan die „Technische Kunstschule“ eröffnet, in der italienische Lehrer europäische Maltechniken lehrten und somit die Schule der „westlichen Malerei“ (Yōga) in Japan begründeten.
Gleichzeitig entstand ein Zwiespalt zwischen denen, die die westliche Ästhetik begeistert aufnahmen und kopierten, und denen, die die japanischen Traditionen bewahren wollten. Okakura Kakuzō und der Amerikaner Ernest Fenollosa bestärkten japanische Künstler darin, die traditionellen Themen und Techniken beizuhalten und sie dem zeitgenössischen Geschmack anzupassen. Sie begründeten damit die Schule der „japanischen Malerei“ (Nihonga).
Schrittweise bildete sich auf vielen Gebieten eine dritte Richtung heraus, die von beiden Richtungen beeinflusst eine Synthese schuf.
Auch die ersten Manga entstanden in der Vorkriegszeit, basierend auf der traditionellen Kunst der Farbholzschnitte und beeinflusst von englischen und französischen politischen Karikaturen.

### Nachkriegszeit (1945-heute)
Nach dem Zweiten Weltkrieg integrierte sich die japanische Avantgarde in die internationale Kunstszene. Und doch ist die reiche Geschichte der japanischen Kunst und ihre Ästhetik ein Element, auf das auch moderne japanische Künstler aller Sparten immer wieder zurückgreifen.

### Moderne
- Leiko Ikemura
- Jun’ichi Kakizaki
- Sugai Kumi
- Yayoi Kusama
- Takashi Murakami
- Yoshitomo Nara
- Yoshiaki Kaihatsu
- Rikuo Ueda
- Motoi Yamamoto
- Manabu Yamanaka (* 1959), Fotograf